# Kilian Kirchhoff

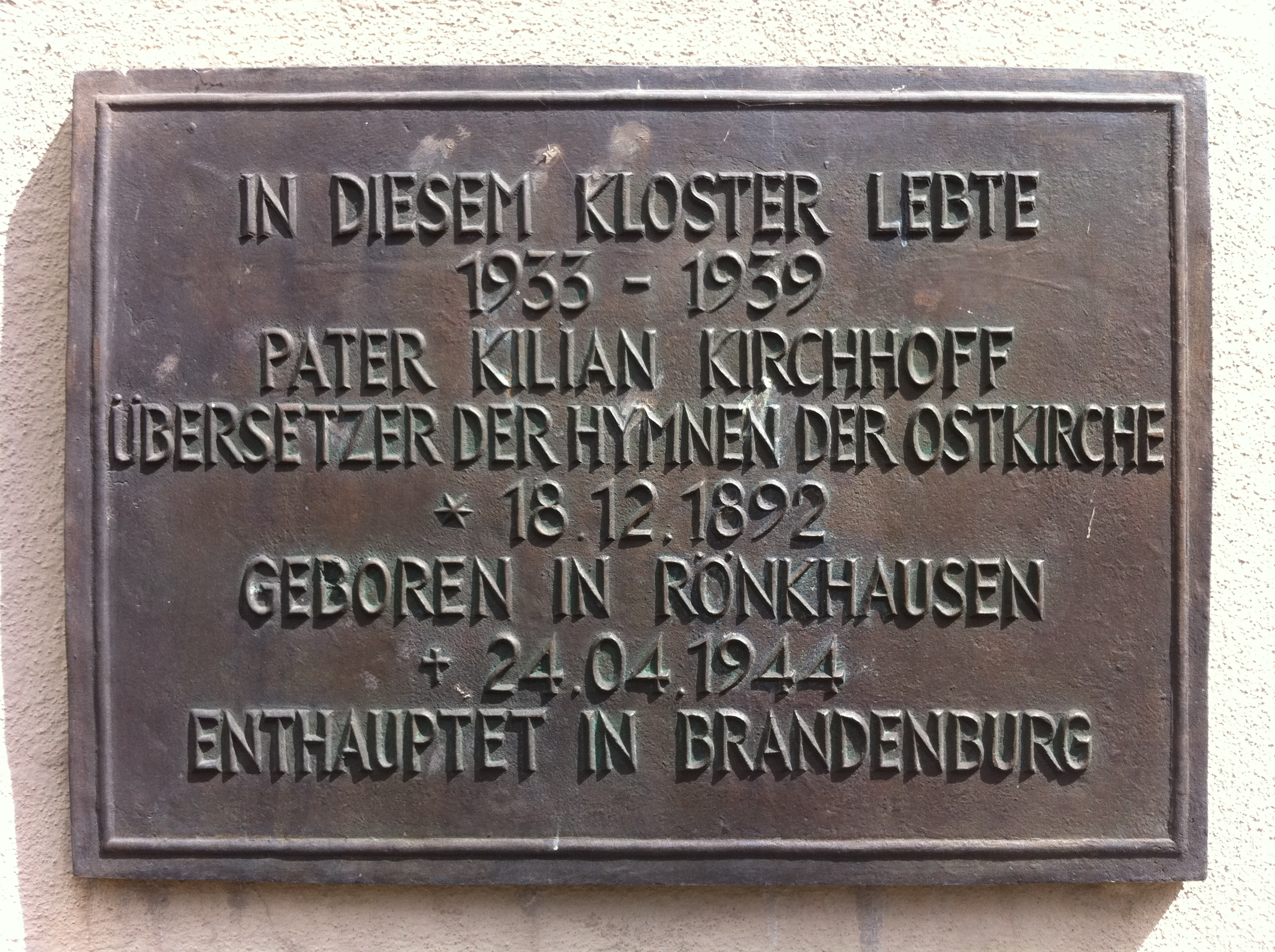
Gedenktafel für Kilian Kirchhoff, Franziskanerkloster Rietberg

Pater Kilian Kirchhoff OFM (* 18. Dezember 1892 in Rönkhausen (Erzdiözese Paderborn) als Josef Kirchhoff; † 24. April 1944 in Brandenburg-Görden) war ein katholischer Priester, Übersetzer und Dissident. Er wurde wegen „staatszersetzender“ Äußerungen vom Volksgerichtshof zum Tode verurteilt und hingerichtet.

## Leben
Als achtes Kind der Eheleute Johann Heinrich Kirchhoff und Maria Katharina, geborene Huxol, wurde Josef Kirchhoff in Rönkhausen geboren und zwei Tage später in Lenhausen getauft. Früh Vollwaise, wuchs er in der Familie Peter Baußmann als Pflegekind auf, die ihm den Besuch des heutigen Rivius-Gymnasiums in Attendorn ermöglichten. Anschließend besuchte er das Missionskolleg der Franziskaner St. Ludwig bei Vlodrop in den Niederlanden. Am 19. April 1914 wurde er in den Franziskanerorden (Ordensprovinz Saxonia) aufgenommen und erhielt den Ordensnamen Kilian. Im Paderborner Dom wurde er am 1. April 1922 zusammen mit Kandidaten der Diözese, darunter dem späteren Erzbischof Lorenz Jaeger, zum Priester geweiht. Er machte sich ab 1931 durch zahlreiche Übersetzungen ostkirchlicher liturgischer Hymnen aus dem Griechischen einen Namen. Dabei erfuhr er Anregung und Betreuung durch den Orientalisten und Liturgiewissenschaftler Anton Baumstark sowie Hilfestellung durch Kirchhoffs Mitbruder Elpidius Markötter OFM.
Er weigerte sich 1940, der Reichsschrifttumskammer beizutreten, und verließ angesichts des Klostersturms ein Jahr später das Kloster in Wiedenbrück zugunsten einer Seelsorger-Stelle in Küntrop. Nach der Denunziation durch die Tochter einer befreundeten Familie, die er Anfang Oktober 1943 besucht hatte, wurde Kirchhoff am 21. Oktober 1943 wegen regimekritischer Äußerungen von der Gestapo verhaftet. Im anschließenden Prozess begründete die Zeugin die Denunziation mit ihrem Hass auf Priester, „da sie Gegner des Nationalsozialismus seien“. Roland Freisler verurteilte Kirchhoff am 7. März 1944 vor dem Volksgerichtshof in Berlin zum Tode. Schriftliche Gnadengesuche reichten Kirchhoff selbst sowie, von Anton Baumstark aufgesetzt und gefördert, eine Gruppe von Theologen und Orientalisten verschiedener Universitäten ein. Nach dem Krieg ist auch von Fürsprachen des Apostolischen Nuntius Cesare Orsenigo, des Leiters des Bischöflichen Kommissariates der Fuldaer Bischofskonferenz in Berlin, Heinrich Wienken, sowie des Paderborner Bischofs Lorenz Jaeger zu hören. Gleichwohl wurde das Todesurteil gegen Kirchhoff am 24. April 1944 in Brandenburg-Görden durch Enthaupten vollstreckt. Die Urne mit der Asche Kirchhoffs wurde am 1. April 1950 in der Gruft des Franziskanerklosters Werl auf dem Parkfriedhof Werl bestattet.
Vertreter des kirchlichen Lebens in Rönkhausen sind darum bemüht, einen Seligsprechungsprozess für den Pater einzuleiten. Das Pfarrheim der St.-Matthias-Gemeinde sowie das Pfarrheim der St.-Antonius-Gemeinde Rönkhausen sind nach Kilian Kirchhoff benannt.

## Werke
- Licht vom Licht: Hymnen  / Symeon der Neue Theologe, Hegner, Hellerau 1930;
- Die Ostkirche betet. Hymnen aus den Tagzeiten der byzantinischen Kirche, 4 Bde., Hegner, Leipzig 1934–1937 (Triodion, deutsch);
- Osterjubel der Ostkirche. 2 Bde., Regensberg, Münster 1940 [-1943] (Pentekostarion, deutsch);
- In paradisum. Totenhymnen der byzantinischen Kirche, Regensberg, Münster 1940;
- Ehre sei Gott. Dreifaltigkeitshymnen der byzantinischen Kirche, ebd. 1940;
- Über dich freut sich der Erdkreis. Marienhymnen der byzantinischen Kirche, ebd. 1940.

## Ehrungen
Die deutsche Römisch-katholische Kirche hat Pater Kilian als Märtyrer aus der Zeit des Nationalsozialismus in das deutsche Martyrologium des 20. Jahrhunderts aufgenommen.
Nach Kirchhoff sind Straßen in Oerlinghausen, Rietberg (jeweils Kilian-Kirchhoff-Straße), Balve (Pater-Kilian-Straße), Attendorn (Pater-Kilian-Weg), Plettenberg (Kilian-Kirchhoff-Damm), Werl (Pater-Kirchhoff-Straße) und Rönkhausen (Kilianstraße) benannt.
Nach Kirchhoff wurde in Brilon-Rösenbeck das Kilian-Kirchhoff-Haus benannt, das im Jahr 1962 als Grundschule erbaut wurde. Es dient heute als Dorfgemeinschaftshaus und wird durch den Förderverein Kilian-Kirchhoff-Haus Rösenbeck e. V. bewirtschaftet.